# Miroľa
Miroľa (in ungherese Mérfalva) è un comune della Slovacchia facente parte del distretto di Svidník, nella regione di Prešov.